# Nord-Aurdal
Gmina Nord-Aurdal (norw. Nord-Aurdal kommune) – norweska gmina leżących w regionie Oppland. Jej siedzibą jest miasto Fagernes.
Nord-Aurdal jest 122. norweską gminą pod względem powierzchni.

## Demografia
Według danych z roku 2005 gminę zamieszkuje 6442 osób. Gęstość zaludnienia wynosi 7,09 os./km². Pod względem zaludnienia Nord-Aurdal zajmuje 155. miejsce wśród norweskich gmin.
| ludność stan na 1 stycznia 2005 |         |           |       |
|                                 | kobiety | mężczyźni | razem |
| osób                            | 3168    | 3274      | 6442  |
| %                               | 49,18%  | 50,82%    | 100%  |

| wykształcenie stan na 1 października 2004 |        |         |        |        |
|                                           | podst. | średnie | wyższe | niezn. |
| osób                                      | 1108   | 3157    | 862    | 142    |
| %                                         | 21,03% | 59,92%  | 16,36% | 2,7%   |

## Edukacja
Według danych z 1 października 2004:
- liczba szkół podstawowych (norw. grunnskolar): 7
- liczba uczniów szkół podst.: 798

## Władze gminy
Według danych na rok 2011 administratorem gminy (norw. rådmann) jest Omar Dajani, natomiast burmistrzem (norw. ordfører, d. borgermester) jest Helge Halvorsen.